# Gare de l'Est (metropolitana di Parigi)
Gare de l'Est è una stazione delle linee 4, 5 e 7 della metropolitana di Parigi.

## La stazione
La stazione ha il nome della gare de l'Est sotto la quale è stata costruita e si trova nel X arrondissement di Parigi. Il suo nome completo iniziale era Gare de l'Est - Verdun, mutuato dall'avenue de Verdun vicina alla stazione.
Nel 2004, è stata la quinta stazione più frequentata dell'intera rete della metropolitana di Parigi, con 15,66 milioni di passeggeri.
I binari delle linee 5 e 7 costituiscono una stazione a tre marciapiedi e a quattro binari: i due marciapiedi laterali servono ciascuno una linea mentre quello centrale è in comune per le linee 5 (direzione Bobigny - Pablo Picasso) e 7 (direzione La Courneuve - 8 Mai 1945).

## Interconnessioni
- Bus RATP - 30, 31, 32, 35, 38, 39, 46, 47, 56, 65, 350
- Noctilien - N01, N02, N13, N14, N41, N42, N43, N44, N45, N120, N121, N140, N141, N142

## Galleria d'immagini

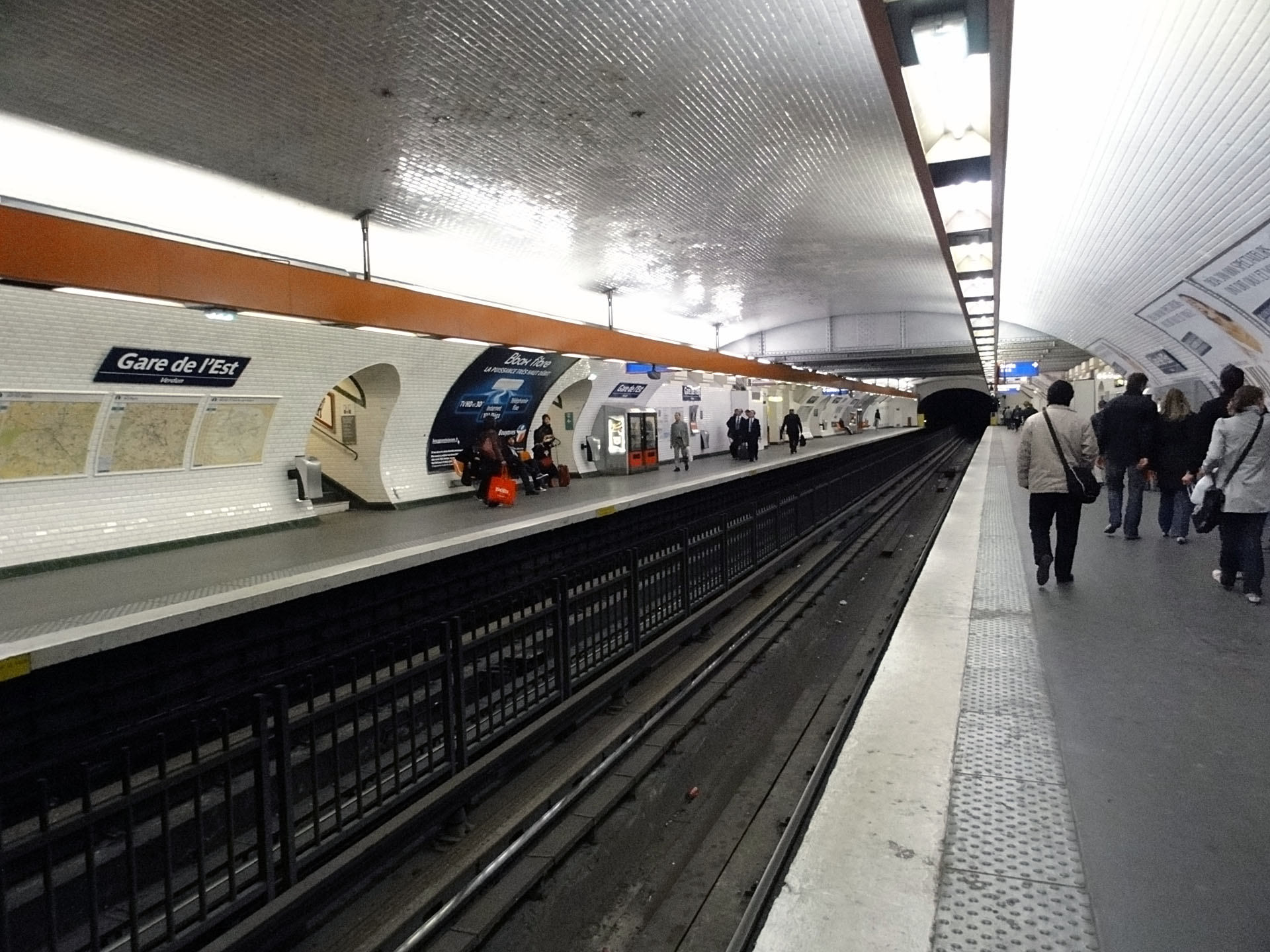
La banchina della linea 4
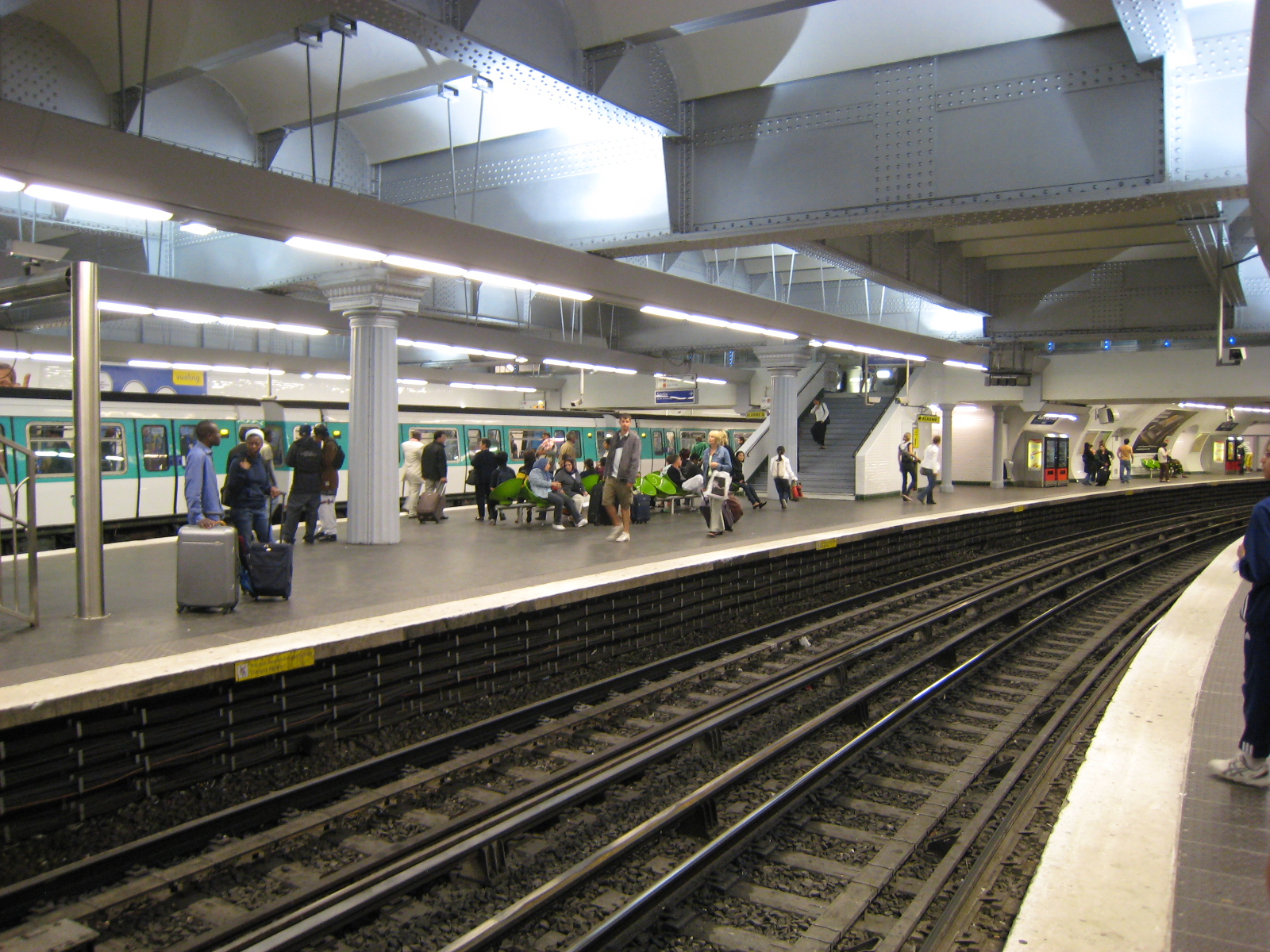
La banchina della linea 5
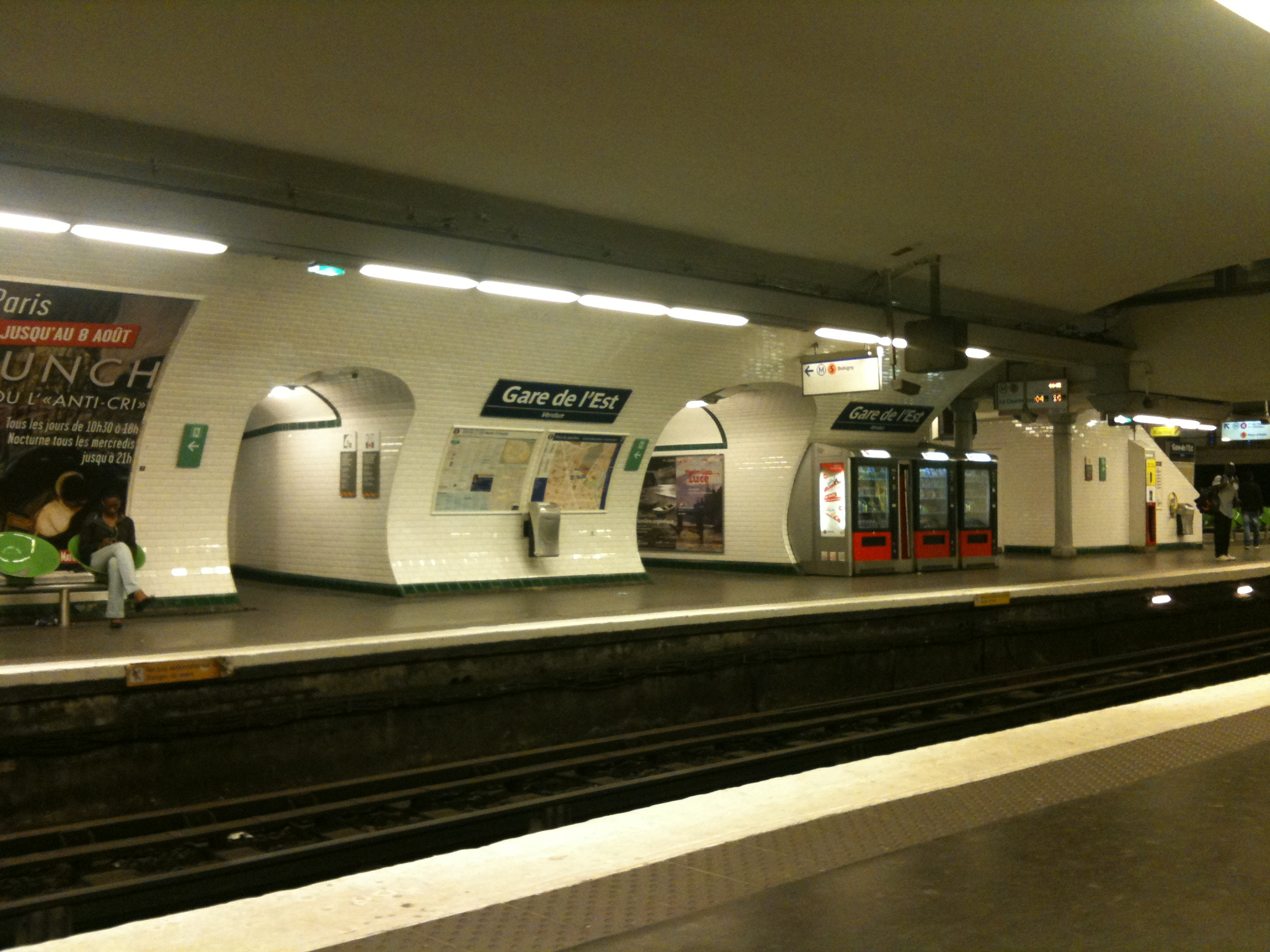
La banchina della linea 7